# Birger Braadland

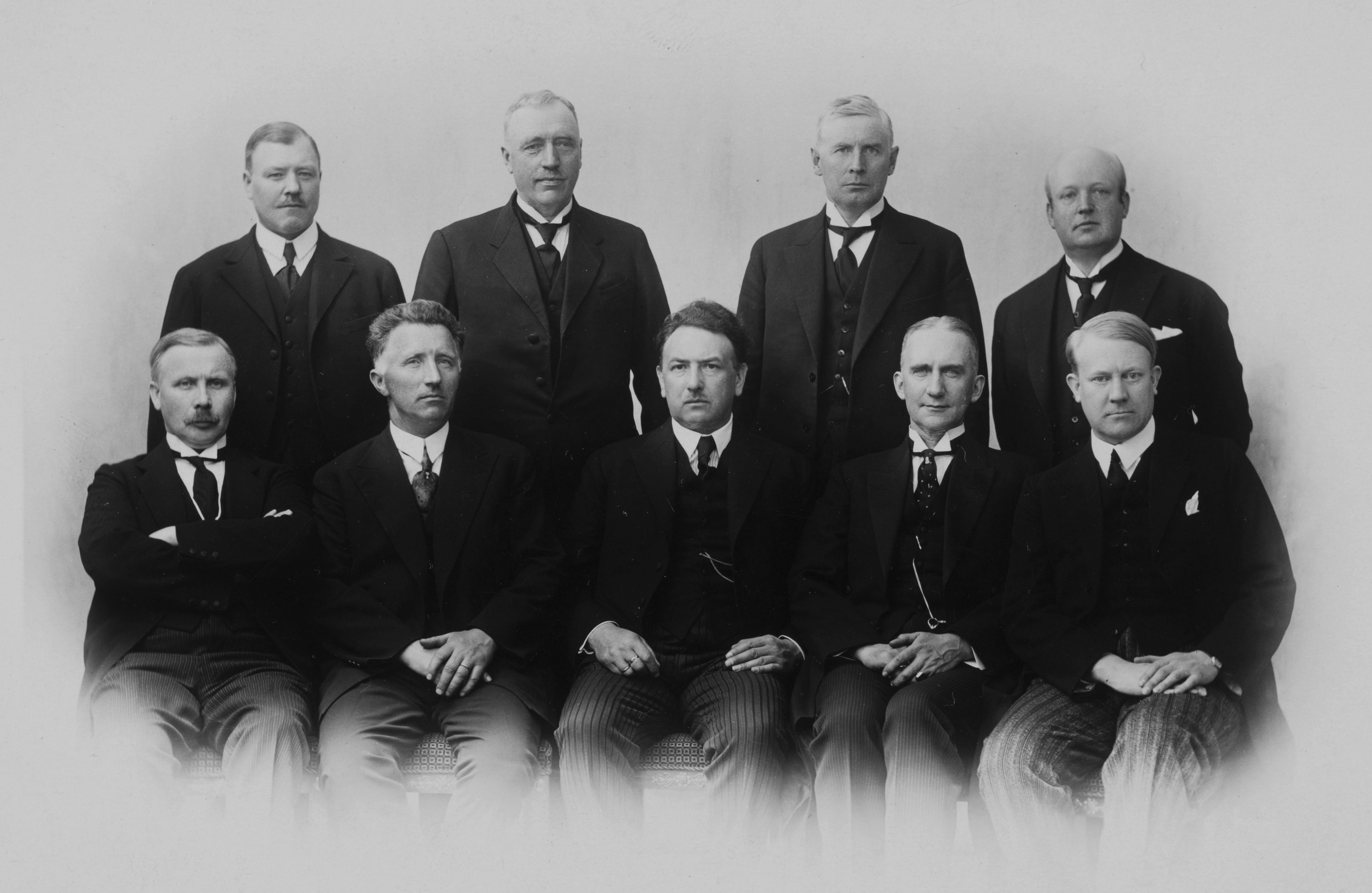
Rząd Pedera Kolstada w dniu zaprzysiężenia (Braadland pierwszy z lewej w dolnym rzędzie) - 1935

Birger Olsen Braadland (ur. 26 stycznia 1879 w Halden, zm. 15 stycznia 1966 tamże) – norweski wojskowy, leśnik i polityk, minister oraz pełniący dwukrotnie obowiązki premiera.

## Życiorys

### Wczesne życie
Birger Olsen dorastał w domu klasy średniej w Halden, gdzie jego ojciec był skarbnikiem miasta. Po egzaminach uniwersyteckich w 1897 roku wybrał karierę wojskową. Ukończył wyższą dywizję Akademii Wojennej w 1900 roku i college wojskowy w 1903 roku. Po studiach we Francji pracował w sztabie generalnym 1905–1906, a w 1911 roku awansował na kapitana. W latach 1915–1918 był adiutantem króla Haakona VII. Braadland opuścił aktywną służbę wojskową w 1919 roku. Awansował na stopień majora w 1930 roku. W 1934 roku przeszedł w stan spoczynku.
W 1904 roku Braadland przejął od swojego teścia majątek Torgalsbøen w Idd i rozpoczął uprawę leśną. W 1908 roku nabył także sąsiednią Ør i stał się właścicielem ok. 27 000 hektarów lasów. Han osiadł w Ør, gdy porzucił aktywną karierę wojskową w 1919 roku.Od 1914 roku Braadland był członkiem rady miejskiej i zarządu Idd, początkowo reprezentując Partię Konserwatywną, ale od lat dwudziestych XX wieku jako członek Partii Chłopskiej.

### Powołanie na ministra
Braadland nie był znany w polityce narodowej, jednak w maju 1931 roku został poproszony o objęcie stanowiska ministra spraw zagranicznych, gdy rząd Partii Chłopskiej pod zarządem Pedera Kolstada zastąpił Drugi Rząd Johna Mowinckela. Partia Chłopska liczyła niewielu ekspertów i dyplomatów zajmujących się polityką zagraniczną, a pochodzenie wojskowe Braadlanda zapewniało pewną wiedzę na temat polityki zagranicznej. Ponadto Braadland był biegły w językach obcych i uznawany był za „miłego”.
Jako minister spraw zagranicznych Braadland zajmował mało miejsca w polityce w Norwegii. Kilkakrotnie dłużej przebywał w Genewie, gdzie w latach 1931–1932 był szefem norweskiej delegacji do Rady Ligi Narodów.

#### Kwestia Ziemi Eryka Rudego
W sprawie Grenlandii, głównego wyzwania Norwegii w polityce zagranicznej na początku lat 30. XX wieku, Braadland i premier Kolstad należeli do bardziej umiarkowanego skrzydła. Braadland był zbyt dyplomatą, aby wspierać polityków w rządzie i poza nim, którzy twierdzili, że Norwegia powinna zająć Grenlandię, aby zapobiec panowaniu Danii w tym kraju. Kiedy w czerwcu 1931 roku dokonała się prywatna norweska okupacja wschodniej Grenlandii, Kolstad oraz Braadland podjęli próbę negocjacji z Danią. Ponieważ nie przyniosły one skutku, presja polityczna wzrosła do poziomu, w którym obaj w 1932 roku nie widzieli innego rozwiązania niż norweska deklaracja okupacji. W 1933 roku Norwegia przegrała sprawę przed Międzynarodowym Trybunałem w Hadze.

### Pełnienie obowiązków premiera
Kiedy premier Kolstad zachorował zimą 1932 roku, Braadland pełnił dwukrotnie funkcję premiera: Od 1 lutego 1932 do 29 lutego 1932. Następnie wyjechał do Genewy, dlatego obowiązki premiera oraz ministra spraw zagranicznych przejął do 10 marca 1932 minister Edukacji i Kościoła Nils Trædal. Po powrocie do Norwegii 10 marca 1932 roku przejął ponownie obowiązki ministra spraw zagranicznych oraz p.o. premiera, które piastował przez następne cztery dni, gdy Król zatwierdził nowy rząd pod przewodnictwem Jensa Hundseida.

#### Spór w partii
W rządzie, który przechodził okres wewnętrznego podziału, Braadland był lojalny wobec swoich premierów - Kolstada i Jensa Hundseida, który przejął władzę po śmierci Kolstada w marcu 1932 roku. W poważnym konflikcie między Hundseidem a ministrem obrony Vidkunem Quislingiem jesienią 1932 roku poparł Hundseida w jego wniosku, że Quisling powinien odejść z rządu. Ponieważ nie było to politycznie możliwe, Braadland odegrał kluczową rolę w znalezieniu kompromisu. 

### Dalsze życie
Kiedy rząd Hundseida został obalony w marcu 1933 roku, Braadland nadal pełnił funkcję norweskiego członka Rady Ligi Narodów do końca 1934 roku. W 1933 roku został wybrany do Stortingu z hrabstwa Østfold na okres lat 1934–1936. Był członkiem Norweskiego Komitetu Noblowskiego w latach 1937–1948 i przewodniczącym Rady Banku Norwegii 1947–1953.
Jako właściciel lasu Braadland działał w organizacjach branżowych. Był prezesem Towarzystwa Leśnego w latach 1925–1950 i przez długi czas członkiem zarządu Norweskiego Towarzystwa Leśnego. Zmarł z przyczyn naturalnych 15 stycznia 1966 roku. Jego urna znajduje się w Halden.

## Życie prywatne
W 1902 roku ożenił się z Ragną Abigael Vogt Stang, córką właściciela ziemskiego Andreasa Stanga (1842-1923) i Ragny Abigael Vogt. Jego syn Erik Braadland został później członkiem parlamentu.